# AssaultCube
AssaultCube (dawniej ActionCube) – gra komputerowa z gatunku FPS będąca wolnym oprogramowaniem. Pierwsza wersja beta (0.90) została upubliczniona 1 listopada 2006, a wersja 1.0 została wydana 21 listopada 2008. Tworzona jest ochotniczo przez zespół Rabid Viper Productions, który wspomaga zgromadzona wokół projektu społeczność. Założeniem twórców było stworzenie lekkiej, wieloplatformowej i łatwo edytowalnej gry zajmującej niewiele pamięci – aby grać, wystarczy pobrać z internetu około 40 MB danych. Podstawowe wymagania systemowe: procesor Intel Pentium III lub AMD K7, karta graficzna NVIDIA GeForce 256 lub ATi Radeon R7000, pamięć operacyjna RAM 192 MB. Do poprawnego działania wystarczy standardowy modem o maksymalnej przepustowości 56 kb/s. Standardowa instalacja AssaultCube posiada wbudowany edytor map.

## Dostępna broń
Każdy gracz ma do wyboru jeden z pięciu rodzajów broni, zmiany można dokonać w dowolnym momencie przed ponownym spawnem. Oprócz tego każdy z graczy jest wyposażony w pistolet oraz nóż bojowy. Dostępne są również granaty, które można jednak zdobyć jedynie podczas gry, zbierając je z różnych miejsc na danej mapie. Niemożliwe jest odebranie broni zabitemu graczowi ani zebranie w ten sposób dodatkowej amunicji.

## Rozgrywka
Z założenia ma być szybka i dynamiczna. Każdy gracz zaczyna ze 100 punktami życia, które traci, gdy zostanie trafiony przez przeciwnika lub kolegę z drużyny. W czasie gry jej uczestnicy mogą zbierać umieszczone na mapie przedmioty, wzbogacając swój arsenał o granaty i dwa pistolety, odnawiając zdrowie lub zapas amunicji. Dostępnych jest wiele map oficjalnych oraz robionych przez fanów gry, na których rozgrywka może być toczona w jednym z kilku trybów. Każdą z map można także uruchomić w trybie dla pojedynczego gracza, co umożliwia dokładne jej poznanie. Jak w wielu grach tego typu, gracze mogą porozumiewać się za pomocą kilkunastu skrótów klawiszowych, z których każdy wywołuje inny komunikat głosowy.

## Tryby gry
- Deathmatch
- Team Deathmatch
- Capture The Flag
- One Shot One Kill – tryb, w którym gracze są uzbrojeni jedynie w karabiny snajperskie oraz noże i posiadający tylko jeden punkt życia. Wygrywa osoba, która zostanie na mapie. Możliwy jest remis, jeśli dwóch graczy zabije się nawzajem.
- Team One Shot One Kill – podobny do trybu One Shot One Kill. Wygrywa drużyna, która wyeliminuje członków drużyny przeciwnej.
- Last Swiss Standing – w tym trybie do dyspozycji gracza pozostają jedynie nóż oraz granaty. Wygrywa osoba, która zostanie na mapie.
- Survivor
- Team Survivor
- Pistol Frenzy
- Keep The Flag – na mapie umieszczona jest flaga. Wygrywa osoba, która zdobędzie i utrzyma flagę najdłużej.
- Team Keep The Flag – podobny do Keep The Flag, z tym że czas posiadania flagi wszystkich członków danej drużyny sumuje się i zwycięstwo jest drużynowe.
- Hunt The Flag – w innych grach znany pod nazwą VIP.